# Jean-François Dagenais
Jean-François Dagenais (ur. 16 października 1975) – kanadyjski muzyk, kompozytor i instrumentalista, a także producent muzyczny i inżynier dźwięku. Jean-François Dagenais znany jest przede wszystkim z wieloletnich występów w zespole deathmetalowym Kataklysm w którym pełni funkcję gitarzysty. W latach 2009–2014 występował także w formacji Ex Deo. Jako producent muzyczny i inżynier dźwięku współpracował z takimi grupami jak: Agony, Atheretic, Augury, Blackguard, Bloodshoteye, Code Black, Deadsoil, Despised Icon, Destined to Decay, Hanker, Malevolent Creation, Man Must Die, Misery Index, Necrotic Mutation, Neuraxis, Nordheim, Psychotic Eyes, Quo Vadis, Requiem oraz Seized.

## Wybrana dyskografia
- Misery Index – Retaliate (2003, Nuclear Blast, produkcja, inżynieria, miksowanie)
- Hanker – Web of Faith (2004, Skyscraper Music, produkcja, inżynieria, miksowanie)
- Bloodshoteye – An Unrelenting Assault (2006, Galy Records, produkcja, miksowanie, inżynieria)
- Necronomicon – Rise of the Elder Ones (2013, Season of Mist, gitara, miksowanie, mastering)

## Filmografia
- Working Class Rock Star (2008, film dokumentalny, reżyseria: Justin McConnell)[5]